# Charley Johnson
Charles Frithiof Johnson, detto Charley (Göteborg, 31 gennaio 1887 – Los Angeles, 17 settembre 1967), è stato un lottatore statunitense, specializzato nella lotta libera.

## Palmarès

### Olimpiadi
- Bronzo a Anversa 1920 nei pesi medi.